# 旧厄廷县
旧厄廷县（Landkreis Altötting）是德国巴伐利亚州的一个县，隶属于上巴伐利亚行政区，首府旧厄廷。

## 華語譯名
由於兩岸對於德國行政區「Landkreis」翻譯的不同，台灣稱為「舊厄廷郡」；中國大陸稱為「旧厄廷县」。

## 地理
旧厄廷县北面与罗特河谷-因县，东面与奥地利上奥地利州的因河畔布劳瑙县（首府因河畔布劳瑙），南面与特劳恩施泰因县，西面与因河畔米尔多夫县相邻。